# Mila Mou
Mila Mou (en griego: "Μίλα Μου"; en español: "Háblame") es un sencillo de la cantante griega Helena Paparizou lanzado el 25 de mayo de 2020. Es el quinto sencillo que lanza desde la publicación del álbum Ouranio Toxo, los cuales formarán parte del próximo álbum de estudio.